# Професионална гимназия по кожарство, облекло и химични технологии „Марийка и Маринчо Караконови“
Професионална гимназия по кожарство, облекло и химични технологии „Марийка и Маринчо Караконови“ e професионално училище в град Ловеч.
Професионалната гимназия по кожарство, облекло и химични технологии „Марийка и Маринчо Караконови“ е създадена благодарение на търговеца от град Ловеч Маринчо Караконовски. Според неговото публично завещание, движимото и недвижимото си имущество разделя на близките, Ловешка градска община, църквите в града, училищата и най-голямата част от средствата завещава „за построяването и издържането на едно техническо училище“ (1920).
Строителството на училището започва на 5 декември 1925 г. Започва своята работа с приемането на 28 ученика от цялата страна през 1928 г. Първи директор е унгареца Сабо Янош, а учител по практика е Йозеф Шпирек. Създаването на училището се дължи и на факта, че кожарството е традиционен занаят за град Ловеч.
Първите ръкавици от кожи, обработени в училището са произведени през 1932 г. Построена е нова двуетажна сграда за училището и едноетажна сграда за производствена практика (1939-1940) и третия етаж (1962-1963).
Гимназията има редовно обучение по професиите химик-технолог, моделиер-технолог на облекло и лаборант. Задочно се провежда обучение по професиите шивач, работник в производството на облекло и оператор в производството но кожено-галантерийни изделия. Слята е с Професионалната гимназия по икономика търговия и услуги през 2016 г. Сградата на Професионалната гимназия по кожарство, облекло и химични технологии „Марийка и Маринчо Караконови“ преминава под управлението на Община Ловеч.